# Mark Sampson
Mark Sampson (Creigiau, 18 ottobre 1982) è un allenatore di calcio ed ex calciatore gallese, di ruolo difensore.

## Carriera

### Allenatore
Tra il 2013 ed il 2017 ha allenato la nazionale inglese femminile, con la quale si è qualificato ai Mondiali del 2015 (conclusi con un terzo posto) ed agli Europei del 2017.